# Preservació digital
La preservació digital tracta l'aplicació de tècniques i mètodes que permeten garantir que la informació emmagatzemada digitalment en qualsevol tipus de format, programa, maquinària o sistema, continuïn sent accessibles en el futur. Amb l'explosió de les tecnologies de la informació cada vegada existeixen més documents nascuts digitals, sovint efímers, i digitalitzacions de documents fetes per les institucions que han de ser preservades mantenint la seva integritat, fiabilitat, llegibilitat i funcionalitat.

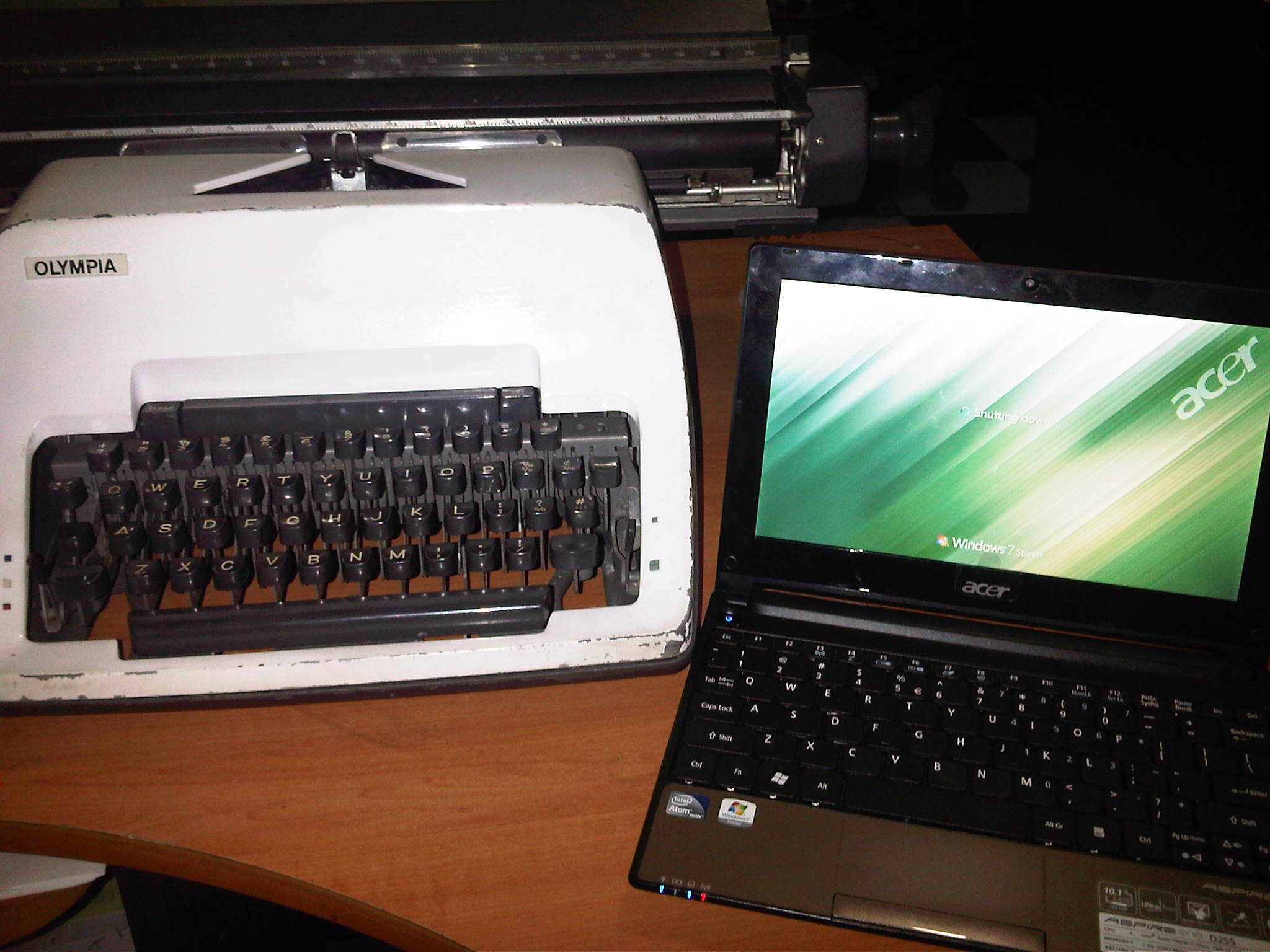
Canvi a noves tecnologies

La societat contemporània té com un dels seus eixos més importants la informació, i aquesta, al llarg dels anys ha variat el format i suport en què s'ha enregistrat, fins a arribar a l'actual document electrònic. Amb aquestes variacions també ha canviat la mateixa preservació dels documents, que continuen sent, ja sigui en suport digital o de paper, una necessitat, ja que “la condició humana aprèn del passat i per saber del passat, es depèn de la preservació del coneixement generat llavors” i és aquí on resideix la importància de la preservació. En un món totalment informatitzat, la preservació (i els responsables, per tant, d'aquesta preservació) han d'emmotllar-se a les condicions dels documents a preservar, en aquest cas, el món digital.
Segons la Federació Internacional d'Associacions Bibliotecàries (IFLA) “la preservació digital comprèn totes les consideracions relacionades amb la gestió, administració, finançament i recursos humans que tendeixen a salvaguardar el benestar de les col·leccions de biblioteques” i segons la American Library Association (ALA) diu que la preservació digital són “activitats associades al manteniment en bones condicions del material d'arxiu i bibliotecari per a la seva utilització en forma original”.
Altres organismes com la UNESCO fomenten i enforteixen la cultura de preservació digital, així, en la seva Carta per a la Preservació del Patrimoni Digital diu “entenent que aquest patrimoni digital es troba en perill d'extinció, i que la seva preservació en benefici de les futures generacions actuals és una preocupació urgent per al món sencer”. Però, el col·lectiu d'arxivers parla sobre la preservació digital de documents autèntics.
La preservació digital de documents autèntics designa els processos que es recorren a fi de conservar informació i qualsevol altre tipus de patrimoni existent en forma digital. No es pot dir que s'han preservat objectes digitals si s'ha perdut l'accés a ells, s'han deteriorat o han sofert alteració. Per a L. Duranti el terme es completa amb un adjectiu, si prenem "electrònic" com a sinònim de "digital", com: "Conservació d'arxius electrònics autèntics ". I és que aquest últim qualificatiu no és fútil. Per a tenir accés al patrimoni digital s'instauren els anomenats "Programes de Preservació", definits com un conjunt coherent de disposicions preses per a preservar materials digitals que abasten aspectes des de la responsabilitat de la preservació, la política i l'estratègia de la conservació, fins a la seva aplicació. Per al projecte InterPARES totes les accions destinades a gestionar documents d'arxiu a llarg termini estan vinculades, són interdependents, per a mantenir la seva integritat i la seva conservació. Aquestes directrius s'organitzen d'acord amb una seqüència, el que denominen “Cadena de preservació".

## Característiques de la preservació digital
La preservació digital comparteix amb la preservació tradicional alguns aspectes. Hi ha característiques compartides entre aquests dos tipus de preservacions. Les dues comparteixen la idea que la preservació no implica tècniques aïllades sinó que es tracta d'una sèrie d'activitats; que la finalitat de la preservació és la seva futura utilització; i que es pretén preservar el document físic, a més de la informació que aquest conté. La preservació digital té característiques específiques i incorpora conceptes nous, com el de l'accessibilitat, per garantir la conservació del material digital fins que sigui necessari malgrat l'evolució constant de la tecnologia.
L'objectiu és preservar per a la utilització de la informació, però amb l'avanç tecnològic no és suficient preservar la cosa física sinó que és necessari preservar el mateix contingut del document. Aquest problema, amb la preservació tradicional no existia, ja que preservant el document físic, es preservava també el contingut.
A manera de resum: què fas amb un disquet si no tens una màquina que pugui llegir-lo? Per preservar el contingut els professionals que es dediquen a la preservació han de garantir la seva usabilitat, ja que no serveix de res conservar el suport físic del document si després no hi ha una estructura electrònica que ho pugui interpretar. La principal diferència en la preservació digital és el mateix subjecte al qual es refereix, és a dir, el document electrònic. Per document electrònic s'entén aquell document que requereixi una màquina que funcioni de forma electrònica, sigui analògica o digital, per a poder ser reproduït o visualitzat.
Joan Soler dubta de la utilització del terme "preservació digital”: “si la tecnologia d'encapsulament és la digital, perquè seguim parlant de preservació de documents electrònics i no digitals? El que fa l'actual tecnologia és codificar els productes d'informació en uns i zeros. Si en un futur, una nova tecnologia modifica la forma de codificar els productes de la informació, llavors, la preservació digital haurà de canviar el seu nom. Això no passa amb el concepte de document electrònic, que és aquell document que necessitarà sempre ser llegit o interpretat per una màquina associada a fluxos d'electricitat”. Així, es pot parlar d'una preservació electrònica, encara que, com veurem a continuació, les estratègies són en bona part digitals.

## Història
Els problemes tecnològics van ser els primers identificats a mitjan 90'. Al març de 1995 apareix publicat en la revista Scientific American (Investigació i Ciència) un article de Jeff Rothenberg sota el títol: “Són perdurables els documents digitals?”.
El 14 de novembre de 1991 el Consell de Ministres de la Comunitat Europea i els Ministres de Cultura dels estats membres adopten una resolució per a crear un grup d'experts que avaluai el paper dels arxius, tant en el vessant administratiu com en el vessant històric. Un any després, novembre de 1992 es presenta un informe amb la proposta de crear un fòrum sobre la documentació en suport electrònic, el DLM Fòrum.
El primer DLM Fòrum es va celebrar el 18 al 20 de desembre de 1996, a Brussel·les, organitzat conjuntament pels membres dels estats de la Unió Europea i per la Secretaria General i la Direcció general XII de la Comissió Europea. Es va centrar a aconseguir directrius per a millors pràctiques, dades de lectura automàtica i documentació electrònica. Es va abordar, per primera vegada, la necessitat d'establir una especificació exhaustiva sobre els requisits de la gestió de documents electrònics d'arxiu. La DG Empresa de la Comissió Europea va encarregar el desenvolupament d'aquest model d'especificació com a part del programa d'intercanvi de dades entre administracions (IDA). El petit equip d'experts de l'empresa Cornwell Affiliates plc., va comptar amb la col·laboració de científics especialitzats de diversos països, formalitzant l'especificació MoReq. Al Forum DLM de Brussel·les en 1999, es va instar a les indústries de les TIC a cooperar amb les Administracions públiques. Se'ls va demanar que aportessin solucions pràctiques i eficaces per a la gestió de continguts i documents electrònics i per a preservar la informació electrònica. Al Congrés de Barcelona els objectius proposats van ser: 1) el document electrònic en si, com original; i 2) el document electrònic com exemplar que substitueix a l'original. En el DLM-Fòrum de Toulouse (12-14 desembre 2008) un dels punts de debat era l'experiència de la implantació de MoReq2.

## Problemàtica

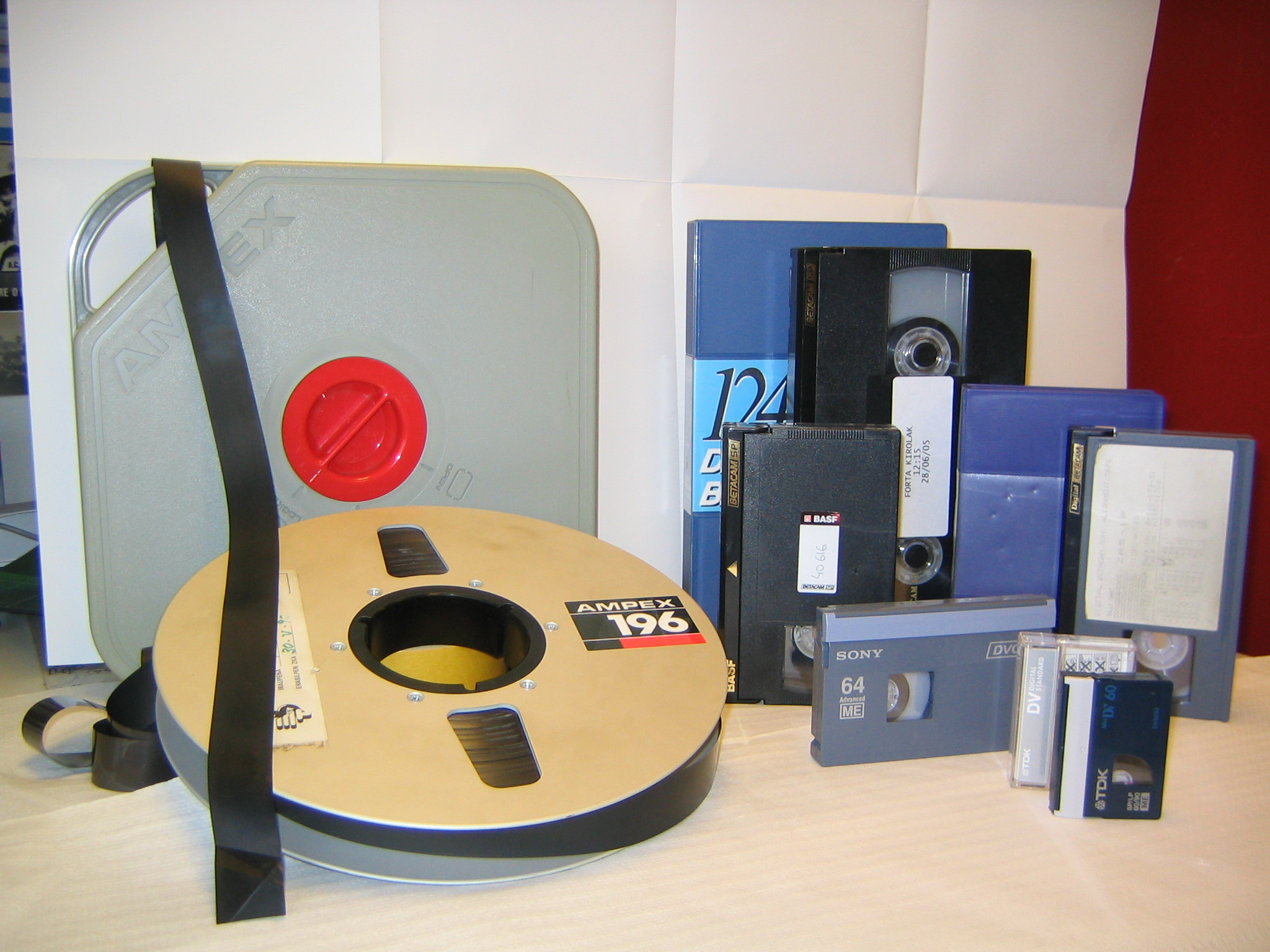
Diferents suports

Els documents digitals no són invulnerables a la seva pròpia essència de canvi constant, i així trobem diverses qüestions ineludibles pel que fa a amenaces per a la seva preservació. Aquestes són la seva volatilitat i virtualitat: la facilitat de modificar les dades i la seva independència del suport físic; també la seva dependència d'elements informàtics. Es necessita un programa per interpretar-lo, no és com abans, que en el mateix suport del paper tenies l'accessibilitat d'aquest. Una de les amenaces constants per als recursos digitals és l'obsolescència tecnològica, és a dir, a la incapacitat d'utilitzar els elements informàtics a causa de l'evolució de la tecnologia.
La ràpida obsolescència de la tecnologia, ja detectada des de la dècada dels 90, obliga a continus canvis en els programes i en els equips informàtics que acaben provocant la pèrdua dels mitjans d'accés al patrimoni digital. Les actuals tècniques de preservació: còpies de seguretat, actualització, metadades (tant d'informació del contingut com de la informació descriptiva per a la conservació), preservació de l'entorn tecnològic, migració, utilització d'estàndards, emulació; transfereixen o renoven la informació, però cal repetir-les contínuament, i inevitablement arribarà un moment que s'interromprà aquest procés. Cadascun d'aquests mètodes de conservació té els seus partidaris i els seus detractors, per això, algunes institucions o administracions combinen diverses tècniques de forma simultània.
L'obsolescència tecnològica no significa que els recursos digitals hagin deixat de funcionar, sinó que ja no es pot accedir a ells i interpretar-los o fer-los funcionar. Això es deu al fet que la tecnologia ha avançat a un ritme molt accelerat. Tot això passa perquè les dades del document digital estan codificades en un format i es necessita un programari per poder-les interpretar. Per tant, per més que emmagatzemem recursos digitals no gaudirem de la seva informació si no tenim un sistema informàtic per poder interpretar aquests.
Aquest avanç tecnològic es representa en la quantitat de possibles suports físics magnètics que existeixen, així, tenim discos durs, CD-DVD, disquets, cintes DAT, etc. Però el problema no acaba en la varietat de suports físics, sinó en la seva pròpia durabilitat, ja que s'ha d'entendre que són suports fràgils que poden dur a la pèrdua d'informació permanent. A continuació es reprodueix un quadre sobre l'esperança de vida dels suports segons les condicions ambientals:
| SUPORT          | 25 H.R/10º | 30 H.R/15º | 40 H.R/20º | 50 H.R/25º | 50 H.R/28º |
| D3 cinta magn.  | 50 anys    | 25 anys    | 15 anys    | 3 anys     | 1 any      |
| DLT cinta magn. | 75 anys    | 40 anys    | 15 anys    | 3 anys     | 1 any      |
| CD/DVD          | 75 anys    | 40 anys    | 20 anys    | 10 anys    | 2 anys     |
| CD-ROM          | 30 anys    | 15 anys    | 3 anys     | 9 mesos    | 3 mesos    |

En les jornades de INNOVADOC 2008, celebrades a Barcelona, es conclou amb la necessitat de crear i difondre una normativa pràctica i aplicable per a la gestió de preservació, accés i seguretat, la utilització del llenguatge XML i del format ISO 19005-1PDF/A. No obstant això, perquè la preservació sigui el més efectiva possible, ha de ser abordada des de la creació del document i no quan es transfereix a l'arxiu. Cada fase del cicle de vida dels documents implica una estratègia de preservació determinada. El problema de la preservació digital és d'enorme complexitat, perquè per sota dels problemes tècnics que es poden anar resolent, es descobreixen capes més difícils de rosegar, com per exemple aspectes administratius, econòmics i legals. En sentit filosòfic, la preservació digital a llarg termini de documents autèntics no es pot resoldre, ni tan solament plantejar, si no s'enfoca des d'una perspectiva universal basada en la col·laboració internacional i interdisciplinària, ja que la fragilitat i l'extrema limitació de la vida funcional dels recursos digitals o electrònics afecta no solament als arxius (Arxius històrics – Arxius administratius – Records), sinó a totés aquelles institucions culturals encarregades de la "memòria cultural", biblioteques, museus, etc.

## Pla de preservació
Un pla de preservació de continguts digitals és un pla per preservar una col·lecció en concreta o una part d'una col·lecció d'objectes digitals, tenint en compte:
- Les polítiques de preservació
- Les obligacions legals
- Les limitacions de l'organització
- Les limitacions tècniques
- Les necessitats dels usuaris
- Els objectius de la preservació

El pla ha de descriure el context de la preservació, les estratègies de preservació (migració, conversió i emulació) i la decisió resultat d'una estratègia, incloent-hi la seva justificació. A més, un pla de preservació ha de definir una sèrie d'accions de preservació que la institució responsable ha de realitzar com a resposta a un risc identificat en un conjunt concret d'objectes digitals o documents digitals -col·leccions-.
El pla ha de definir un procediment ben documentat de les accions necessàries per a garantir l'accés i un període llarg d'ús de la col·lecció. El pla de preservació ha d'incloure:
- Context de la preservació.
- L'estratègia de preservació seleccionada.
- Resultats de l'avaluació de diferents alternatives de preservació i la decisió.
- Funcions i responsabilitats pel pla de preservació i el seu seguiment.
- Motius que iniciaran l'execució del pla.
- Cost de realització del pla (cost de preparar el pla i el cost d'executar-lo).

D'altra banda, el pla de preservació hauria d'assegurar, independentment del seu format o suport d'emmagatzematge, que tots els documents es conservin amb la finalitat de poder accedir a ells posteriorment. A fi que se salvaguardi l'autenticitat dels documents digitals al llarg de la seva vida útil, els plans de preservació requereixen sistemes de preservació que combinin la tecnologia i els procediments organitzatius.
Els plans de preservació hi haurien de garantir, com a mínim, que els documents digitals:
- Es puguin cercar i estiguin disponibles per l'accés de manera puntual.
- Siguin interpretables (presentació, representació i visualització).
- Fàcil recuperació amb les metadades corresponents.
- Protegits contra la pèrdua de drets com la propietat intel·lectual, la confidencialitat i els drets d'autor.

### Responsable del pla de preservació
El responsable dels documents corporatius hi hauria d'assumir les responsabilitats del desenvolupament i control del pla de preservació, amb l'assessorament del personal de tecnologies de la informació. Aquest assessorament hauria de tenir en compte les possibles variacions de software que tenen la finalitat d'accedir als documents.
Cal destacar que quan l'objectiu és implantar un pla de preservació digital no es pot fer aïlladament. Això vol dir que per tal treure tot el profit d'aquesta eina cal que les diferents parts, tant internes, com externes, col·laborin en el seu desenvolupament. Per tant, alhora d'implantar aquest, el personal següent hauria d'estar representat:
| Personal                                 | Funció                                                      |
| ---------------------------------------- | ----------------------------------------------------------- |
| Equip de gestió de l'organització        | Aprova els pressuposts i els recursos                       |
| Personal de tecnologies de la informació | Implementa el procés                                        |
| Responsables de la gestió documental     | Text de cel·la                                              |
| Usuaris                                  | Asseguren que els documents són accessibles                 |
| Auditoris                                | Asseguren l'auditoria dels processos una vegada finalitzats |

### Documents que s'inclouen en el pla
Normalment, els documents que es deuen incloure al pla de preservació són aquells que corren el risc de quedar-se obsolets tecnològicament. Els documents que s'identifiquen amb un possible risc, seria convenient que es faci una revisió en funció del temps de retenció requerit i de la vida prevista de la plataforma d'emmagatzematge.

### Actualització del pla
El pla de preservació assegura que els documents treballats amb aquest, estiguin preservats de la manera adequada, independentment dels avanços tecnològics en el hardware i el software. Per tant, seria convenient fer una revisió anual per tal de beneficiar-se d'aquests avenços.
Durant aquesta revisió, l'organització haurà d'identificar els canvis tecnològics que podrien comportar canvis en els documents propis i determinar si cal actualitzar el pla de preservació. És aconsellable prevenir l'impacte dels canvis tecnològics en els documents que han de preservar-se. D'aquesta manera s'aconsegueix assegurar que el pla està sempre actualitzat i que no hi ha pèrdues de documents per culpa dels canvis i/o avenços tecnològics.

## Estratègies de preservació
Les col·leccions digitals actuals estan habitualment formades per dades o fitxers amb una durada i interès social i intel·lectual considerable. Aquesta selecció ha de tenir el suport d'una política de preservació ben definida econòmicament, i ha de ser sotmesa a una supervisió juntament amb els documents a preservar. Per dur a terme aquesta tasca de manteniment de la informació s'utilitzen mètodes. A continuació es descriuen estratègies de preservació digital.
S'ha de dir que les solucions definitives es desenvoluparan paral·lelament amb l'evolució de la tecnologia, que oferirà més alternatives encara desconegudes, amb la coordinació de totes les entitats implicades que aportarà una millor utilització dels recursos existents, i el desenvolupament i l'aplicació de normes per assenyalar el camí a seguir.

### Metadades
La vida d'un document tradicional, una vegada s'ha sotmès a un tractament per a preservar-lo, s'allarga substancialment sense necessitat d'intervenir-hi novament. En canvi, la preservació dels documents digitals requereix seguiment i intervencions contínues, paral·leles a l'evolució de la tecnologia. Aquestes intervencions afecten també la descripció, expressada mitjançant les metadades, ja que s'haurà d'actualitzar per a reflectir detalladament les tècniques a què hagi estat sotmès el document original i les transformacions resultants. A més, només mitjançant les metadades es podrà garantir l'autenticitat del recurs custodiat. No solament s'han de mantenir al dia les dades tècniques, sinó també les relacionades amb els drets sobre el document i amb l'autorització per a manipular-ho.
Es considera imprescindible disposar de metadades per a garantir la gestió, localització i llegibilitat dels recursos digitals custodiats. Com hem dit abans, a diferència de la majoria de documents tradicionals, els recursos digitals no són identificables a simple vista; a més, la seva dependència d'un entorn tècnic específic requereix que portin les dades clau per a interpretar-les.
Les dades digitals gravades són fàcilment alterables i necessiten una intervenció àgil. Aquesta inestabilitat, a més, fa qüestionable l'autenticitat de la informació arxivada. És necessària la descripció del recurs original mitjançant metadades incorporades en una etapa primerenca de la seva vida. D'aquesta manera es podrà certificar com era l'original per a després, en un moment del futur, poder constatar l'autenticitat del recurs recuperat.

#### Metadades en la preservació. Definicions.
- Les metadades "són elements o estructures d'organització de la informació que, assignats a cada objecte d'informació electrònica, la classifiquen, categoritzen o descriuen. Són, en definitiva, dades sobre dades, informació estructurada sobre la informació [...]. L'actualització de la informació i la preservació són papers emergents de les metadades" (Méndez, 2002)[14]
- "Les metadades de conservació s'han convertit en un camp de treball molt popular que arxivers i gestors de documentació han centrat en el desenvolupament de metadades per a la gestió de documents (recordkeeping metadata) mentre que altres grups se centren en la definició d'especificacions de metadades per necessitats concretes" (Day, 2005)[15]
- Per aconseguir que els documents siguin i romanguin "autèntics, complets, accessibles i comprensibles, processables, i potencialment reusables" la preservació correcta estarà assegurada, entre altres qüestions si "les metadades indiquen el nom i la versió del format de cada arxiu i la identificació del software amb què ha estat creat i amb què s'ha realitzat l'última modificació".[16]
- PREMIS (metadades de preservació) defineix[17] metadades de preservació com "la informació que un repositori utilitza per donar suport al procés de preservació digital. Concretament, el conjunt de metadades encarregat de gestionar les funcions de manteniment de la viabilitat, llegibilitat i accessibilitat, autenticitat i identificació en el context de preservació". Així mateix, indica que aquesta categoria recollirà informació abans designada a altres, com ara metadades administratives (incloent drets i permisos) i tècniques i estructurals. També considera important la documentació de la procedència digital (la història de l'objecte) i la documentació de les relacions existents entre diferents objectes d'aquests amb el repositori.

#### Disposició i tractament de les metadades
Per a la disposició de les metadades i el seu tractament es plantegen dues possibilitats: embeure informació en el document al que es refereixen o crear un document independent per l'emmagatzematge de les metadades vinculat al document al que es refereix.
Aquesta és una problemàtica important, ja que, les metadades, en tant que són informació digital, estan subjectes a la mateixa fragilitat i inestabilitat que els documents en format digital als que es refereix. Per tant, el seu tractament ha de tenir-se molt en compte i, també, ha de complir els mateixos requisits tècnics que els DLO per a garantir així el seu ús a llarg termini.
A l'emmagatzemar-los embeguts en el mateix fitxer que el document al que es refereixen, qualsevol modificació modificaria la cadena de bits del document, i aquest canvi podria qüestionar la integritat i autenticitat d'aquest. Per altra banda, la separació i creació de fitxers independents pot dificultar la gestió dels fons i perdre's la vinculació entre ambdues informacions.
- La Biblioteca Nacional de Holanda (Koninklike Bibliotheek), en el seu projecte de creació de dipòsits digitals, opta per la separació amb l'objectiu de no accedir ni modificar el document original quan es treballa amb metadades. Entenen que la separació del contingut informatiu i la informació de descripció i preservació atén a raons de coherència funcional i flexibilitat i que la separació de l'objecte digital de les metadades tècniques, actualitzarà aquestes metadades sense modificar l'objecte digital arxivat al DIAS (digital information archiving system).
- Els autors Hodge i Carroll[19] es pronuncien en la línia que és millor separar l'objecte digital de les metadades tècniques. Aquest autors però, defineixen un seguit de casos en els que, per a un millor funcionament i utilització dels documents en format digital (DLO), les metadades es trobaran embegudes en el mateix document: "en general, els arxius de metadades s'emmagatzemen separats del propis arxius [...]. Encara que, en algunes circumstàncies com diaris electrònics amb capçaleres sgml, la informació s'ha d'emmagatzemar en el mateix arxiu i extreure's per al catàleg. En el cas dels arxius distribuïts, les metadades han d'emmagatzemar-se centralment amb els recursos electrònics distribuïts. Per algunes eines de cerca utilitzades, les metadades hauran d'emmagatzemar-se amb etiquetes en el recurs en línia". Aquests autors atribueixen a les metadades un paper essencial per a facilitar la interoperabilitat dels sistemes d'informació mitjançant la seva estandardització, i d'aquesta manera poder compartir informació a gran escala.

#### Tipus i funcions de les metadades
El Consell Internacional d'Arxius (CIA) distingeix tres tipus i funcions de les metadades respecte a les tasques de preservació:
1. Metadades descriptives (recordkeeping metadata), creades amb els mateixos documents o en la mateixa organització que els ha creat. Han de recollir l'autor, la data de creació, el títol i les paraules clau. Aquestes metadades són els elements de descripció que fan la funció de representació del document.
2. Metadades d'arxiu (archival metadata), afegides per a facilitar la gestió dels documents després de la seva creació. Inclouen elements com l'última revisió, data en què va passar a l'arxiu, condicions d'ús, etc. Són eines de gestió administrativa i arxivística que ofereixen informació sobre com gestionar el document i la seva trajectòria documental.
3. Metadades tècniques (technical metadata), necessàries per a comprendre i processar els documents. Poden ser, per exemple, format d'arxiu i data de l'última migració de format. Veiem en aquest darreres una altra aplicació de les metadades: la documentació dels canvis i els processos als quals se sotmeten els documents en les migracions de format.

#### Projectes actuals
La necessitat d'incloure en les metadades informació sobre el tractament que han de rebre els documents en format digital (DLO) per a garantir la seva correcta preservació, queda reflectit en el fet que gran part dels projectes sobre aquest assumpte i dels models d'esquemes de metadades recullen aquesta opció. Els més destacats són:
- Dublin Core Metadata Initiative Preservation Working Group establert el 2003, funciona com un grup de discussió i debat per a persones i organitzacions interessades o que treballen sobre metadades per a la preservació. Els seus objectius[20] són:

1. Recopilar informació i fer un estudi dels esquemes de metadades existents.
2. Investigar la necessitat d'un camp específic per l'esquema de metadades de preservació (arxius, biblioteques, informació científica, etc.)
3. Posar-se en contacte amb altres projectes globals que tinguin el mateix propòsit (com Premis), si cal.

Les dades recollides en el model Core s'agrupen en tres tipus:
1. Relacionats (principalment) amb el contingut del DLO.
2. Relacionats amb la propietat intel·lectual del recurs.
3. Vinculats amb la temporalitat del document: data, tipus, format i identificador de recurs.

Aquest tercer grup és el que ha de contenir les instruccions necessàries per al tractament correcte del DLO (programa/s utilitzat/s per a la seva creació, per a la seva lectura, per a la seva modificació, etc.) i els que continguin l'historial dels possibles canvis soferts (de format, de suport, etc.).
- Premis Working Group

El Premis Working Group està patrocinat per la OCLC i la RLG (Research Libraries Group) i està compost per experts internacionals (biblioteques, museus, arxius, administració pública i sector privat).
Des del maig de 2005 es poden trobar les conclusions i resultats del seu treball en el Data dictionary for preservation metadata: final report of the Premis working group. Aquest document "defineix i descriu un nucli de metadades de preservació amb una extensa aplicabilitat en repositoris. Contextualitza el Data Dictionary, explica les suposicions menys evidents i el model de dades, i també aclareix el significat i ús de les unitats semàntiques definides en el Data Dictionary", les quals descriuen les propietats dels documents o, dit d'una altra manera, entitats.
En l'elaboració d'aquest diccionari de metadades tècniques, el Grup de treball PREMIS va identificar els tres tipus d'"objectes digitals", terme que defineixen com una "unitat discreta d'informació en forma digital":
1. Fitxer: una seqüència de bytes, ordenada, amb nom i llegible per un sistema operatiu.
2. Cadena de bits: composta per dades contigües o no contigües dins d'un fitxer, amb propietats significatives comunes en el context de la preservació.
3. Representació: un objecte digital que representa un objecte intel·lectual. Consisteix en el conjunt dels fitxers digitals emmagatzemats i les metadades estructurals necessàries per a reproduir una còpia completa i acceptable de l'objecte intel·lectual.

Els objectius d'aquest treball són dos:
1. Desenvolupar el nucli per al conjunt de metadades de conservació, recolzat per un diccionari de dades amb una aplicabilitat per la comunitat interessada en aquest tema.
2. Identificar i avaluar estratègies per a la codificació, emmagatzematge i gestió de metadades en sistemes de preservació digital.

L'informe presenta i analitza un esquema de metadades, els seus diferents elements, i també indicacions d'ús i exemples d'aplicació a diferents tipus de DLO (documents de MS Word, pàgines web, fotografies, etc.). Tracta de presentar-se com una base sobre la qual es poden desenvolupar futurs esquemes.
De cada una de les unitats semàntiques es defineixen els següents components:
- Nom (name): usat per a identificar els components de manera única, però no utilitzats pel funcionament intern.
- Components semàntics (semantic components): cadascuna de les parts de les unitats semàntiques que no tenen valor per si mateixos.
- Definició (definition): significat de la unitat semàntica.
- Fonament (rationale): per què és necessària.
- Límit de les dades (data constraint) com s'ha de codificar.
- Categoria de l'objecte (objecte category): indica si la unitat semàntica es refereix a una representació, document o una cadena de bits (object bistream).
- Aplicabilitat (applicability): indicació de a quina categoria d'objectes s'aplica.
- Exemples (examples): casos il·lustratius d'ús.
- Repetició (repeatability): indicació de si la unitat semàntica pot tenir múltiples valors.
- Obligatorietat (obligation): a l'hora d'incloure un valor en la unitat semàntica.
- Notes de creació/manteniment (creation/maintenace notes): com ha d'elaborar-se i/o actualitzar-se.
- Notes d'ús (usage notes): informació sobre l'ús de la unitat semàntica o aclariments sobre la seva definició.

Algunes de les unitats semàntiques definides són: objectIdentifier (designació unívoca del DLO), preservationLevel (tasques de preservació que han d'aplicar-se), objectCharacteristics (característiques tècniques del DLO), fixity (sobre si ha estat alterat de forma no autoritzada o no registrada), format (format informàtic), inhibitors (característiques tècniques de l'objecte que limiten l'ús, accés o migració), creatingApplication (aplicació amb la que es va crear), software (el necessari per accedir), hardware (el necessari per accedir), relationship (relacions existents entre el DLO i altres DLO), etc.
- The Cedars Project. Metadata for digital preservation

Va ser creat en la tercera fase del programa de biblioteques digitals eLib l'abril de 1998, amb una durada prevista de tres anys. El seu principal objectiu era "dirigir qüestions estratègiques, metodològiques i experimentals i aconsellar sobre les millors pràctiques per a la preservació digital". Un segon objectiu que es va estendre durant un any (posterior a les tres inicials) se centrava en "consolidar i compartir informació sobre el treball realitzar els tres anys anteriors".
El treball pràctic del projecte es va centrar en la creació d'un prototip distribuït (distributed archive prototype) basat en el sistema de metadades (metadata specification).
En la presentació d'aquesta proposta d'esquema de metadades es justifica la utilitat i necessitat del mateix a l'afirmar que "l'accés significatiu a objectes digitals durant dècades o fins i tot segles necessitarà un sofisticat sistema de metadades que descrigui detalladament processos tècnics, de gestió i d'activitats administratives, també de control d'accés i copyright".
En la proposta de Cedars es determina tres nivells de metadades d'acord amb la significació o importància que tenen els elements de descripció. Es diferencien tres tipus d'elements:
1. Molt significatius: molt útils per a la presentació en un ampli ventall d'objectes digitals i, per tant, necessaris si estan disponibles. Entre aquests hi hauria preservation descripton information (informació necessària per una correcta preservació), reference information (identificadors del recurs), context information (relació del DL amb el seu context), provenence information (història del DLO), custody history (dades de les organitzacions que han estat dipositàries), management history (modificacions realitzades enel DLO per a la seva preservació), rights management (drets de propietat intel·lectual relatius al DLO), etc.
2. Significatius: útils per la major part dels objectes digitals. Hi trobem existing metadata (identificació d'altres metadades referents DLO), reason for creation (motius per a la creació del DLO, digitalització per conservació i altres), original technical environments (informació de hardware i software utilitzat en la creació), prerequisits (hardware i software necessaris originalment per a l'accés al document), reason for preservation (motius per a la seva preservació i arxiu), etc.
3. Poc significatius: es consideren útils però no estrictament necessaris.

Cedars segueix en gran manera el model de preservació OAIS; indica el tipus d'informació que recull cada element de descripció:
1. Informació de referència (reference information). Identifica i, si és necessari, descriu un o més mecanismes usats per a assignar identificadors tant per la content information. com per a permetre als sistemes externs la referència unívoca a una content information concreta.
2. Informació de context (context information). Documenta les relacions de la content information amb el seu entorn i altres content information existents en altres llocs.
3. Informació de procedència (provenance information). Documenta la història de la content information.
4. Informació d'estabilitat (fixity information). Recull els mecanismes d'autentificació usades per a assegurar que un objecte concret de content information no ha estat alterat d'una manera no documentada.
5. Informació de representació (representation information). És necessària per a fer comprensible el data object.
6. Drets de propietats intel·lectual i ús (handling intellectual property rights). Són considerats part de la provenance information. El treball en aquest camp suposa un augment del model OAIS i està pensat per animar als propietaris del copyright de continguts digitals que no estan convençuts de si arxivar o no els seus recursos.

Recullen la informació necessària per a la preservació i tractament dels documents en format digital (DLO) els elements corresponents a fixty information i a representation information.
- National Library of New Zealand

La National Library of New Zealand ha desenvolupat el Metadata Standars Framework-Preservation Metadata. En els seus objectius s'hi detalla que "els elements necessaris per a donar suport a la preservació d'objectes digitals vol ser la base per al disseny d'un repositori i sistemes d'entrada de dades per recollir i emmagatzemar metadades de preservació". A més de treballar per l'ús de les metadades, cerca una correcta manipulació i preservació d'aquestes.
- Library of Congress

La Library of Congress ha creat un esquema propi per descriure els repositoris digitals. Els agrupa en tres tipus: descriptius, administratius i estructurals. Són els administratius els que s'utilitzen per a gestionar i preservar els documents en format digital (DLO). Entre les funcions que han de complir les metadades que s'hi defineixen s'inclou la informació per a la preservació digital i la informació per al canvi de format com a mesura de preservació dels DLO. Unes són les anomenades preservation (D) on hi trobem, per exemple, archive_date_time i les altres preservation (R) entre les quals hi ha, per exemple, reformated_original_information.

#### Comparativa del principals elements d'esquemes de metadades
A continuació s'adjunta una taula amb una comparativa dels principals elements dels esquemes de metadades (Candás, 2006)
| PREMIS                                                                                         | CEDARS                                                                                            | LoC                                                                                        |
| "format" (identificació del format informàtic del DLO)                                         |                                                                                                   | “associated_file_type” (format de l'arxiu informàtic)                                      |
| “creatingApplication” (aplicació amb la que es va crear el DLO)                                |                                                                                                   | “associated_file_type” (format de l'arxiu informàtic)                                      |
| “preservationLevel” (identificació de les tasques de preservació que han d'aplicar-se)         | “preservation description information” (la informació neccessària per a una correcta preservació) | “reformating_guidelines” (polítiques i instruccions pel canvi de format)                   |
| “objectIdentifier” (la designació que identifica unívocament al DLO)                           | “reference information” (els identificadors del recurs)                                           | “archive_ID” (identificador de la localització del DLO)                                    |
| “relationship” (relacions existet entre el DLO i altre/es DLO)                                 | “context information” (relació del DLO amb el seu context)                                        |                                                                                            |
| “fixity” (informació sobre si el DLO ha estat alterat de forma no autoritzada o no registrada) | “provenance information” (la història del DLO)                                                    | “archive_history” (història de fets referents a l'arxiu del DLO)                           |
| “objectCharacteristics” (característiques tècniques del DLO)                                   | “custody history” (dades de les organitzacions que han estat dipositàries)                        | “reformatted_original_information” (informació sobre les condicions del document original) |
|                                                                                                | “management history” (modificacions realitzades en el DLO per a la seva preservació)              | “archive_date_time” (data i hora de creació, còpia de seguretat, etc.)                     |
|                                                                                                | “rights management” (informació sobre els drets de propietat intel·lectual relatius al DLO)       |                                                                                            |

### Preservació de la tecnologia
Consisteix en el manteniment de l'aparell amb què es van crear els fitxers, incloent-hi programari, maquinari, etc. No és una solució vàlida, ja que amb el pas del temps el manteniment es veurà dificultat per la falta de peces i els avenços tecnològics que deixaran enrere a la computadora.

### Migració
La migració vol adaptar el document als nous entorns que l'envolten, és aquesta la més utilitzada avui dia, ja que és un procés informàtic molt experimentat. Com recull Keefer de la Cornell University en el seu llibre “Digital preservation management” “és un conjunt de tasques organitzades i dissenyades per aconseguir la transferència periòdica de materials digitals des d'una configuració de maquinari i programari a una altra, o bé, des d'una generació de tecnologia informàtica a una generació posterior”.
Així, podem dir que com a avantatges és una operació molt experimentada on no calen coneixements tècnics gaire especialitzats; es pot automatitzar una part dels processos. I veient com funciona la realitat informàtica d'avui, podem dir que la tendència cap a l'estandardització de programari i formats facilitarà la migració, on es converteix el document a un format compatible amb sistemes actuals.
Com a inconvenients destaquem que aquesta estratègia en la mesura que altera el document pot comportar un risc de pèrdua d'elements; és difícil d'aplicar en objectes digitals complexos; i s'ha de repetir periòdicament al llarg de la vida del recurs.

### Emulació
L'emulació permet simular el comportament del software original amb el qual van ser creats els fitxers de manera que puguin se executats i utilitzats independent ment de l'origen. El problema és que aquest procés requereix el manteniment d'una gran quantitat d'informació (emulador, SO, aplicació i dades). Però saber quines dades han de preservar-se no és sempre tan trivial, afegint el fet que qualsevol pèrdua en alguna de les dades faria que la informació fos inaccessible per l'usuari.
Així, hi ha un sector de persones partidàries d'aquesta estratègia, ja que és l'única que garanteix la recuperació del document original sense alteracions (en la migració sí que passa). L'emulador no converteix el document original perquè funcioni en sistemes nous, sinó que converteix l'entorn perquè pugui llegir el document en el seu estat original.
L'avantatge d'aquesta estratègia és la seva funcionalitat amb els objectes digitals complexos, ja que no cal controlar cada tipus de format i funcionalitat que continguin, i a més, no s'ha de tenir un seguiment continuat del format del recurs, i sempre es reprodueix el document original.
Els inconvenients són que hi ha poques experiències reals i passa la responsabilitat a la predisposició dels informàtics del futur, ja que la programació dels emuladors és complexa i requereix coneixements especialitzats. A més d'això, també s'ha de dir que s'hauran d'actualitzar els emuladors amb cada canvi significatiu de sistemes.

### Replicat (còpia de seguretat)
Està basat en la realització de duplicats de les dades emmagatzemades. És una tècnica que no es pot utilitzar pensant en llargs períodes, ja que, el seu ús sol estar restringit a pèrdues de dades degudes a errors de programari, maquinari, virus, etc. Normalment s'utilitza en l'àmbit domèstic o en centres de processament de dades. El que sovint no es té en compte és el fet que els mètodes d'emmagatzematge també queden obsolets, per això cal una transferència a nous mitjans.

### Arqueologia digital
L'arqueologia digital és una tècnica que recupera informacions amb pèrdues, malmeses o massa antigues, a causa d'un mal tractament de les dades (pel que fa a la conservació, manteniment, etc.) Com per exemple “el cas de la recuperació de dades del Domesday Project enregistrat per la British Broadcasting Company (BBC) en discos làser al principi dels anys 80”.
Aquesta estratègia també pot significar, en una de les seves accepcions, deixar en mans d'especialistes la recerca de solucions, ja que els coneixements actuals no permeten garantir la supervivència de tot el que es produeix avui en dia.

### Renovació dels suports: el refresc
La renovació dels suports és millor considerar-la com una acció necessària per a fer una estratègia de preservació, més que una estratègia pròpiament dita. La renovació del suport significa bàsicament la transferència de les dades d'un suport a un altre de nou, per això el nom de refresc, o en la seva denominació anglesa refreshing. Es renova el suport sense alterar el contingut.
Encara que amb aquesta acció es protegeix les dades de l'obsolescència dels suports, els professionals consideren que no és cap solució definitiva per protegir les dades del risc de l'obsolescència tecnològica, però és un pas, necessari, en el fet de preservar un recurs digital.
Aquest procés és semblant al que abans hem explicat com “còpies de seguretat” i es poden arribar a confondre. “A diferència del refresc, les còpies de seguretat no estan pensades per a la preservació, sinó per a la recuperació en cas de pèrdua de dades”.

### Conversió
Els programes de digitalització capturen i presenten el format digitalitzat de tot el contingut del fitxer transformat, de manera que estigui concatenat en un únic document o en una petita col·lecció. Per determinar quines són les parts importants del document es compara la imatge o imatges digitals amb l'original tenint en compte la qualitat, resolució presa en la transformació, etc., per tal de determinar quina és la millor forma de realitzar la conversió, de la informació en paper a digital, per al seu emmagatzematge.

#### Qualitat
Per tal de garantir que les dades digitals tenen la màxima similitud, principalment en els fragments importants, amb el document original és imprescindible tenir un bon control de la qualitat, per minimitzar errors (que podrien acumular-se per transformacions successives). No existeix cap norma que estandarditzi aquest control de qualitat, ja que cada document requereix un tracte diferent basat en les característiques més bàsiques del fitxer.

### Tramitació de la col·lecció
La permanència al llarg del temps d'una col·lecció digital no només depèn de factors de qualitat o de conversió, sinó també d'una bona gestió, referint-nos a l'emmagatzematge acurat de les dades escanejades, mitjançant organització (per mida, nom, etc.), nomenclatura adequada i una bona descripció de les dades. Per fer una tramitació adient cal identificar cadascun dels fitxers com a únic dins del conjunt, acompanyant-lo d'una descripció i, si és necessari, també usant metadades.

### Organització
Prèviament a la nominació i descripció dels documents és necessari definir com seran emmagatzemats. El mètode més usual és organitzar les dades tal com ho faria l'ordinador, per això s'han de tenir en compte els avenços tecnològics per evitar incompatibilitats entre màquines, assegurant que la col·lecció pugui preservar-se i créixer.

### Caracterització
Els ordinadors no són capaços per si sols de relacionar els fitxers pel seu contingut, és a dir, no poden identificar punts comuns entre dos o més documents. Hi ha dos mètodes establerts per caracteritzar o identificar les imatges:
- Utilitzar una enumeració predeterminada que es memoritzi.

- Utilitzar els noms complets dels documents.

Per establir la identificació de les dades s'adopta un dels criteris, tenint en compte que el que escollim s'haurà d'utilitzar a tota la col·lecció sense possibilitat de canvi.

### Descripció
Per dur a terme la descripció de cadascun dels documents és necessari recórrer a l'ús de les metadades per facilitar tant la tramitació de la col·lecció com l'ús de les dades que aquesta conté. Hi ha projectes actuals que distingeixen fins a tres categories o tipus de metadades:
- Descriptius per la descripció i identificació de les fonts d'informació.

- Estructurats per a la navegació i presentació.

- Administratius per a la tramitació i el procés.

Segons el projecte o col·lecció que duem a terme utilitzarem un tipus de metadades o un altre.

## Iniciatives i projectes

### Projectes de preservació digital en l'àmbit dels arxius
Alguns dels actuals projectes que analitzen la complexa problemàtica de la preservació són:
- Camileon[28] (Creative Archiving at Michigan & Leeds: Emulating the Old on the New), investiga l'emulació com una estratègia de conservació que manté el contingut intel·lectual, l'estructura i l'aparença d'objectes digitals complexos dependents del programari. Té en consideració les preferències de l'usuari per diferents versions d'emuladors.

- PRISM[29] (Projecte de la Cornell University), enfocat sobre el reforç de la política per a assegurar la integritat de la informació en les àrees de conservació, fiabilitat, interoperabilitat, seguretat i metadades.

- SDSC (Projectes Collection – Bassed Persistent Archives and Archivists' workbench a San Diego Supercomputer Center). Aquest projecte està compromès a derivar models d'informació XML a partir de col·leccions d'objectes de dades dependents del programari, i a desenvolupar eines que puguin utilitzar-se per a assegurar la conservació i l'accés a aquests objectes al llarg del temps. L'aproximació Persistent Archives es construïx entorn del model de referència Open Archival Information System (OASI).

- CEDARS[30] (CURL Exemplars in Digital Archives), pretén orientar sobre qüestions estratègiques, metodologícas i pràctiques, i proporciona una guia de bones pràctiques de conservació digital. És una col·laboració entre biblioteques, arxius, editors, autors i institucions del Regne Unit sobre l'avaluació de les diferents estratègies de conservació.

- MoREQ[31] (L'abreviatura MoReq procedeix de Model Requirements for the Management of Electronic Records) model de requisits per a la gestió d'arxius electrònics. Es tracta d'una especificació formal de requisits per a sistemes de gestió d'arxius electrònics que establix requisits funcionals i no funcionals. L'especificació està concebuda per a ser aplicable per igual a organitzacions dels sectors públics i privats. Es va formular per primera vegada en el Fòrum DLM de 1996. La següent versió de MoREQ2 va ser presentada en el DLM-Forum 2007 i en el congrés de Toulouse en 2008, s'analitza i promou la seva utilització.

- InterPARES[32] (The Internacional Research on Permanent Authentic Records in Electronic Systems). És un projecte d'àmbit internacional per a la investigació sobre documents autèntics permanents en sistemes electrònics, portat a terme per la School of Library, Archival and Information Studies de la Universitat of British Columbia. El projecte ho formen grups de treball: Autenticitat, Avaluació, Conservació, Glossari, Estratègies; i de diferents nacionalitats: Equip d'investigació Canadenca, Àfrica, Brasil, Corea, Malàsia, Mèxic, Holanda, Bèlgica, Noruega, Singapur, Turquia, Regne Unit i Irlanda. Des del passat mes d'abril del 2008 l'Associació d'Arxivers de Catalunya participa en aquest projecte amb la creació d'un grup de treball denominat TEAM Catalonia. Fins ara s'ha desenvolupat dues parts d'aquest projecte i en l'actualitat es troba en procés la realització de la tercera fase, InterPARES 3. Durant la segona fase, 2002/2006, es va estudiar l'autenticitat dels documents electrònics, els usos, la fiabilitat i l'exactitud durant tot el cicle de vida, des de la seva creació fins a la seva conservació permanent. Però les conclusions a les quals arriba l'equip de L. Duranti (InterPARES) és que no s'ha assolit encara crear cap tipologia comprenhensiva dels requisits d'autenticitat dels documents electrònics, encara que algunes perspectives han pogut ser identificades per a construir tipologies. Segons l'autora, sembla probable que una tipologia basada en els creadors individuals, i els actes, procediments i funcions que es porten a terme, seria l'única aproximació més eficaç, però àdhuc no es disposen de dades suficients per a donar suport aquesta hipòtesi. El que sembla clar és que la conscienciació i col·laboració dels diferents actors que intervenen en la producció, gestió, emmagatzematge dels continguts es converteix en imperatiu per a disposar de garanties a llarg termini.
- A Catalunya, ja existeix el DIDAC (Dipòsit Digital d'Arxius de Catalunya) com a repositori segur ja en funcionament.

Dipòsit Digital d'Arxius de Catalunya

### Projectes de preservació digital en l'àmbit de les biblioteques
En l'àmbit català:
- PADICAT[33] (Patrimoni Digital de Catalunya).
- COFRE[34] (Conservem per al Futur Recursos Electrònics).

En l'àmbit espanyol:
- Archivo de la web espanyola[35] (Biblioteca Nacional d'Espanya)

En l'àmbit internacional:
- IIPC[36] (International Internet Preservation Consortium)
- Internet Archive[37]
- Pandora Archive[38]
- DPE (Digital Preservation Europe)[39]
- Digital Preservation[40] (The Library of Congress)
- Digital Preservation Coalition[41]

## Preservació digital de materials sonors
El desenvolupament de la tecnologia d'àudio digital, s'ha convertit en una alternativa assequible i efectiva per a preservar fonoteques.
El so ha estat integrat en el marc d'un sistema de dades, amb uns estàndards específics i la facilitat de mecanismes de distribució del món digital han desplaçat tots els altres mitjans a l'emmagatzematge digital. La tecnologia digital amb un potencial molt ample per a satisfer les preocupacions i les demandes de la comunitat arxivística, sobretot per la capacitat de duplicar, sense cap merma les dades d'àudio.
Però tot i els avantatges, naixen nous riscos com: La codificació (conversió) d'analògic a digital, transferència a sistemes d'emmagatzematge, gestió i manteniment de dades d'àudio, previsió d'accés en qualsevol moment a la informació emmagatzemada
Per tot això el Comitè Tècnic de l'Associació Internacional d'Arxius sonors i Audiovisuals (IASA) ens aporta unes directrius per a la producció i preservació dels objectes d'àudio digitals.
Els arxius audiovisuals tenen la responsabilitat de preservar un patrimoni cultural en totes les àrees. L'objectiu final de la preservació és transmetre en el temps la màxima informació sobre les fons emmagatzemats.

### Estàndards
És fonamental per a la preservació del so que els formats escollits segueixin estàndards consensuats internacionalment. LPCM (Linear Pulse Code Modulation, també conegut per PCM), entrellaçat en el cas de so estèreo i en un fitxer WAV o preferiblement BWF [EBU Tech 3285] per a qualsevol àudio bicanal (2 pistes). Es recomana digitalitzar l'àudio a una freqüència de mostreig de 48 kHz o superior, així com amb un nombre de bits per mostra no menor de 24.

### Freqüència de mostreig
La IASA recomana una freqüència de mostreig mínima de 48 kHz per a la producció de còpies digitals a partir de qualsevol material analògic. Per a certs senyals i certs tipus de soroll, l'ús de freqüències de mostreig superiors als 48 kHz pot ser beneficiós. La IASA recomana els 96 kHz, no com a valor màxim sinó únicament com a pauta.

### Nombre de bits per mostra
El nombre de bits per mostra, també anomenat "profunditat de bits" per traducció literal de l'anglès, determina el marge dinàmic o fons d'escala de l'àudio codificat d'un esdeveniment o d'un objecte sonor. L'ús de 24 bits teòricament codifica un marge dinàmic aproximat al dels límits físics de l'oïda humana, encara que certes limitacions tècniques redueixin lleugerament el valor final.
Mitjançant 16 bits, l'estàndard del CD, el marge que es pot obtenir pot ser inadequat per a captar la dinàmica de molts tipus de material, especialment durant la codificació de transitoris d'alt nivell que sovint s'esdevé en la transferència de discs malmesos.

### Conversors d'analògic a digital (A/D)
El procés de conversió de l'àudio analògic a flux de dades digitals (A/D). Els conversors són el component més determinant en la cadena digital de la preservació.

### Metadades
El so, un cop codificat com a fitxer de dades, pel que fa a la preservació té moltes de les característiques inherents a les dades digitals. Un element clau per a gestionar-lo és l'assignació d'un identificador persistent (Persistent Identifier, PI) i l'associació de les metadades apropiades. D'aquesta manera es pot garantir la integritat del contingut sonor. L'arxiu digital depèn d'un conjunt complet de metadades per a mantenir la seva col·lecció.

### Identificadors únics
Tot enregistrament d'àudio digital dipositat en un sistema d'emmagatzematge massiu (disc dur) o en qualsevol suport discret (DAT, CD, etc.) s'ha de poder identificar i recuperar. Un document no es pot considerar preservat si no es pot localitzar ni vincular a un catàleg i a un registre de metadades que li atorgui significat. Qualsevol registre en un ordinador disposa per naturalesa d'algun tipus de sistema d'identificació que permet l'emmagatzematge sense conflicte. Existeix, doncs, la necessitat d'establir un identificador públic persistent capaç de garantir l'accessibilitat, la localització i la presentació d'un document a aquells usuaris que vulguin utilitzar-lo.

### Els primers enregistraments d'àudio van ser mecànics
Aquest sistema fou gairebé l'únic mètode viable per a la captura de so fins que l'evolució dels sistemes de circuits electrònics van començar a crear un mercat per als enregistraments magnètics durant i després de 1930. Els enregistraments en format mecànic són analògics. S'anomenen així perquè la paret del solc està modulada en una representació contínua amb la mateixa forma d'ona de l'àudio original.
L'arxiver és responsable de prendre totes les decisions sobre l'ús de dissolvents i altres productes de neteja, d'acord amb l'assessorament tècnic adequat de químics o conservadors qualificats en productes plàstics.

### Costos

#### En cinta
El cost de l'emmagatzematge de dades en cinta es reparteix típicament en quatre àrees:
1. Fungibles de cinta: disponibilitat i recanvi del mitjà cinta principal i de còpia de seguretat cada 3-5 anys 
2. Unitats de cinta: disponibilitat i recanvi cada 1-5 anys, amb servei d'assistència tècnica o garantia 
3. Llibreria robotitzada: adquisició i manteniment amb cicle de vida d'uns 10 anys 
4. Programari: adquisició, desenvolupament, integració i manteniment

#### SMC
En un sistema manual els costos d'emmagatzematge en prestatgeria resulten menors, encara que l'espai requerit per a la plantilla de treballadors és major, com ho és el cost de recuperació i revisió manual de les dades.
En un sistema automàtic robotitzat, gran part dels costos per intervenció humana queden compensats per la despesa inicial en maquinari i programari.

#### Còpia de seguretat
És una bona pràctica empresarial mantenir almenys una còpia redundant de dades externalitzada o geogràficament distant. Un radi de 20 a 50 km és típicament suficient per a protegir-se de desastres naturals o ocasionats per la mà de l'home i, alhora, permetre la recuperació manual de les dades en qüestió d'hores.

#### Emmagatzematge únic sobre disc dur
Els RAID es poden escalar (fer créixer modularment) dins dels límits del sistema. No obstant això, els discs durs es poden escalar de manera indefinida simplement mitjançant l'addició de més unitats.

## Perspectiva legal
En la preservació digital podem trobar diferents vessants legals que l'afavoreixen o dificulten, així com les normatives aplicables adaptades al context digital.

### Legislació i normativa
Des de l'adhesió a la Unió Europea, la normativa comunitària ha estat el referent obligat de la nostra legislació, d'aquesta manera, les directrius comunitàries 2004/18/CE i 2004/17/CE han significat un impuls decidit a la utilització de mitjans electrònics en l'administració pública, que s'ha concretat en la Llei 11/2007.
En l'àmbit de la normativa de la gestió d'arxius està l'ISO 15489, llançada a l'octubre de 2001 pel comitè tècnic «Informació i Documentació», a més de la ja esmentada MoReq i la seva última versió, MoReq2. Les funcions del programa de preservació estan reflectides en l'estàndard ISO Open Archival Information System (OAIS), al mateix temps està el model de la cadena de preservació InterPARES 2.

### Propietat intel·lectual
La propietat intel·lectual és el conjunt de drets que corresponen als autors i a altres titulars (creadors, artistes, productors, organismes de radiodifusió...) respecte de les obres i prestacions fruit de la seva creació. La propietat intel·lectual es divideix essencialment en dues branques, la propietat industrial, es refereix a les invencions, i el dret d'autor, que s'aplica a les obres literàries i artístiques.

#### Dret d'autor
El dret d'autor s'aplica a les creacions artístiques com els llibres, les obres musicals, les pintures, les escultures, les pel·lícules i les obres realitzades per mitjans tecnològics, com els programes informàtics i les bases de dades electròniques. En anglès, a diferència dels altres idiomes europeus, el dret d'autor es coneix amb el nom de copyright. El terme copyright té a veure amb actes fonamentals que, pel que fa a creacions literàries i artístiques, solament poden ser efectuats per l'autor o amb la seva autorització. Es tracta concretament, de la realització de còpies de les obres. L'expressió dret d'autor ens remet a la persona creadora de l'obra artística, al seu autor, subratllant així el fet que es reconeix en la major part de les lleis, en el sentit que l'autor gaudeix de drets específics en relació amb la seva creació com el dret a impedir la reproducció deformada d'aquesta, prerrogativa que només a ell li pertany, mentre que existeixen altres drets, com el dret a efectuar còpies, del que poden gaudir tercers, per exemple, tot editor que hagi obtingut una llicència de l'autor amb aquesta finalitat.
En aquest sentit és important tenir clar qui és autor, ja que ell i només ell tindrà la condició de titular originari de la propietat intel·lectual. Segons l'article 5 del Text Refós de la Llei de Propietat Intel·lectual (TRLPI), l'autoria és un fet i l'autor és "qui crea".
En el dret d'autor continental, és a dir l'espanyol, francès, alemany, etc., es consideren dos tipus de drets: els morals i els patrimonials.
- Drets morals: els quals es concedeixen exclusivament a autors individuals. En l'article 6bis del Conveni de Berna Arxivat 2010-09-21 a Wayback Machine. s'estipula l'obligació que tenen els Estats contractants de concedir als autors:

- el dret a reivindicar la paternitat de l'obra (dret de paternitat); i
- el dret a oposar-se a qualsevol deformació o ora modificació de l'obra o qualsevol atemptat a la mateixa que causi prejudici al seu honor o a la seva reputació (dret d'integritat).
Els drets morals són irrenunciables i inalienables, acompanyen l'autor o l'artista intèrpret o executant durant tota la seva vida i els seus hereus o beneficiaris a la defunció d'aquells.
- Drets patrimonials: els quals diferencien entre:

- Drets exclusius, aquells que permeten al seu titular autoritzar o prohibir els actes d'explotació de la seva obra o prestació protegida per l'usuari, i a exigir d'aquest una retribució en canvi de l'autorització que li concedeixi.
- Drets de remuneració, obliguen l'usuari al pagament d'una quantitat pecuniària pels actes d'explotació que faci, quantitat que és determinada, bé per la llei o, si no n'hi ha, per les tarifes generals de les entitats de gestió.
El Conveni de Berna estipula que els drets morals són independents dels drets patrimonials que gaudeixi l'autor i que seran conservats per l'autor fins i tot en els casos en els quals hagi cedit els seus drets patrimonials.
Aquesta col·lecció de drets de propietat intel·lectual esdevé que qualsevol acte de preservació requereixi l'autorització de l'autor i de tots els titulars de drets implicats. Trobem diversos actes de preservació que poden afectar el dret d'autor:
- La còpia repetida per a evitar l'obsolescència del suport o del servidor requereix actes de reproducció.
- La migració de plataforma i de programes comporta freqüentment la modificació de la presentació dels continguts digitals, dret exclusiu de l'autor.
- La migració pot afectar fins i tot la integritat de l'obra, dret moral irrenunciable de l'autor.

##### Entitats de gestió de drets d'autor
El registre és un mitjà per a la protecció dels drets de propietat intel·lectual dels autors i altres titulars sobre les seves obres, actuacions o produccions.
Mitjançant la inscripció al registre es protegeixen els drets de propietat intel·lectual, ja que constitueix una prova qualificada de l'existència dels drets inscrits.
El registre és voluntari i no és obligatòria la inscripció per a adquirir els drets de propietat intel·lectual, ni per a obtenir la protecció que la llei atorga als autors i als restants titulars de drets de propietat intel·lectual. Només cal l'aparició pública de l'obra.
A Espanya, per a acreditar la propietat intel·lectual, hi ha registres territorials en algunes comunitats autònomes, que estan integrats al Registre General de la Propietat Intel·lectual. Aquests registres territorials són els competents per a la tramitació i resolució dels expedients relatius als drets sobre una obra científica, tècnica, artística o literària protegida. Caldrà dirigir-se a aquests o a alguna de les seves oficines delegades.
Per a les restants comunitats autònomes, sense competències en aquest aspecte, el Registre Central, per mitjà de les oficines provincials, és l'organisme competent per a tramitar les sol·licituds dels interessats.

#### Llicència d'ús
La llicència d'ús és un document que expressa la voluntat de l'autor sobre els límits i abast de l'ús que poden fer les persones respecte a la:
- Còpia,
- Reproducció,
- Modificació,
- Traducció i
- Adaptació.

D'aquesta manera, l'autorització que el titular dels drets patrimonials d'una obra literària, artística, musical, audiovisual o de programari dona a altres persones sobre el que poden i no poden fer amb l'obra, es realitza a través d'una Llicència d'Ús.
En aquest sentit es poden trobar una varietat de tipus de llicències que poden anar des de les més restrictives, en la qual l'autor es reserva tots els drets (d'aquí l'expressió “tots els drets reservats”), fins a les llicències més permissives en les quals l'autor autoritza una àmplia possibilitat d'usos de l'obra a les persones ("alguns drets reservats"), l'extrem d'aquesta possibilitat és el domini públic.
No obstant això, en tots aquests tipus de llicències està el principi de respecte per l'altre i pel que ha sorgit de la seva creació, és a dir, el respecte pels Drets Morals, la qual cosa implica que en cap moment una persona pot adjudicar-se l'autoria d'una obra que no ha creat, independent de la llicència que tingui.
La forma d'indicar els termes de la Llicència d'Ús en una obra, és a través d'una llegenda que sintetitzi el que es pot i el que no es pot fer amb l'obra. En els llibres, les llicències més restrictives per als usuaris tenen una llegenda en una de les pàgines, tal com: 
Tots els Drets Reservats © Nom de l'Autor i/o Nom de l'Editorial. Prohibida la reproducció total o parcial d'aquesta obra, per qualsevol mitjà, sense l'autorització de l'autor/editor.
Mentre que les llicències més permissives amb els usuaris, presenten llegendes del següent tipus:
Drets de Còpia © Nom de l'Autor i/o Nom de l'Editorial. Es permet la còpia en qualsevol format sempre que no s'alterin els continguts i es faci reconeixement dels autors/editorial.
Per tant, una Llicència d'Ús ha d'indicar com a mínim, la voluntat de l'autor en els següents aspectes:
- Reproducció o còpia,
- Realització d'obres derivades o adaptacions,
- Benefici econòmic.

La llicència no posa en consideració el reconeixement de l'autoria de l'obra, perquè com ho estableix el Dret Moral en el Dret d'Autor, això no és negociable. Sempre que es conegui l'autoria d'una obra s'ha d'indicar.

### Despeses dels reptes legals
D'entre totes les despeses que comporta la preservació digital, cal destacar com la més elevada els costos relacionats amb els tràmits per aconseguir el permís necessari per gestionar els recursos. Concretament, amb els recursos humans necessaris per fer els contactes.
Pot semblar una tasca relativament fàcil, però inclou factors que distorsionen el treball, com els següents:
1. Si el titular és mort, cal descobrir la identitat dels hereus i localitzar-los, ja que són els nous titulars dels drets.
2. Els recursos —tant els originats digitalment com els digitalitzats— creixen exponencialment amb la complexitat i despesa associada que això representa.
3. Molts recursos resulten d'una col·laboració entre diverses persones i institucions diverses, i aquesta multiplicitat de titulars complica encara més el procés.

Per tots aquests motius, entre d'altres, la despesa associada a les qüestions legals és una de les meves elevades de la preservació digital.

## Bones pràctiques de preservació digital
Encara que les estratègies de conservació varien per als diferents tipus de materials o entre institucions, una part fonamental de les activitats de preservació digital és l'adhesió a les normes i pràctiques reconegudes internacionalment. Les bones pràctiques estan orientades a definir estratègies i procediments que poden ajudar a les organitzacions a implementar les normes existents o facilitar l'orientació allà on encara no hi ha normes formals.
Les bones pràctiques en la conservació digital segueixen evolucionant i poden abastar els processos que es realitzen en el contingut abans o en el moment de la inclusió en un repositori digital, o bé en els processos que es realitzen en els arxius ja conservats. Les bones pràctiques també poden aplicar-se al procés de digitalització de material analògic o poden incloure la creació de metadades especialitzades (com les metadades tècniques, administratives i dels drets), a més de les metadades descriptives estàndard. La preservació de contingut d'origen digital pot incloure transformacions de format per facilitar-ne la conservació a llarg termini o per proporcionar un millor accés.